# 中華大紅金花蟲
中華大紅金花蟲（学名：Agrosteomela chinensis）为金花蟲科大紅金花蟲屬下的一个种。